# 미나베가와촌
미나베가와촌(南部川村)은 와카야마현 히다카군에 있던 촌이다. 매실 장아찌와 비장탄은 생산이 일본 제일이며 마을 특산물이다. 이 두 산업을 진흥하고 전국에 알리기 위해 매실 재배·가공 기술 향상을 위한 매실 21 연구센터와 정보 발신과 소비자와의 교류를 위해 매실에 대해서는 매실 진흥관, 비장탄에 대해서는 기슈 비장탄 진흥관을 설치했다.

## 지리
기이 반도의 남서부 와카야마 현의 거의 중앙에 위치한다.

## 역사
- 1954년 12월 1일 - 가미미나베촌,  다카기촌, 기요카와촌이 합병해 성립하였다.
- 2004년 10월 1일 - 미나베정과 합병해 미나베정이 성립하였다. 동일 미나베가와촌은 폐지되었다.

## 교통

### 도로
- 국도 424호선